# 陳復昌
陳復昌（韓語：진복창；？—1563年），字遂初（韓語：수초）、號洋谷（韓語：양곡），本貫驪陽陳氏，李氏朝鮮中期文人，政治家。
他是京畿道豐德郡之人。陳有蕃之曾孫、陳錫卿之孫，父親陳義孫為縣監。幼時頭腦明晰，文筆才能優越。1535年科舉別試文科甲科首席合格，成為驪陽陳氏史上最初状元及第人物，及第以後、歴任正字・典籍等中央官職，後外調任富平府使等外職，1545年朝鮮明宗即位後職，復歸政局任正四品司憲府掌令等中央官職。